# Кордулія бронзова
Кордулія бронзова (Cordulia aenea) — вид бабок родини кордуліїд (Corduliidae).

## Поширення
Вид поширений в Європі, Західній і Середній Азії від Ірландії та до Камчатки. На Україні вид зареєстрований на більшій частині території країни.. Живе в лісових масивах поблизу озер і ставків; як і інші бабки, відкладає яйця у воду, а личинки є водними.

## Опис
Довжина тіла 47-55 мм, довжина черевця 34-39 мм, довжина заднього крила 31-35 мм. Тіло смарагдово або бронзово-металево-зеленого кольору. Лоб зеленого кольору, без яскраво-жовтих плям. Нижня губа і налічники жовтого кольору. Очі зелені. Груди зі світлим опушенням. Задні крила мають темну пляму в основі.